# 69754 Mosesmendel
69754 Mosesmendel è un asteroide della fascia principale. Scoperto nel 1998, presenta un'orbita caratterizzata da un semiasse maggiore pari a 2,6524077 UA e da un'eccentricità di 0,2042401, inclinata di 12,20767° rispetto all'eclittica.